# Tina Tandler

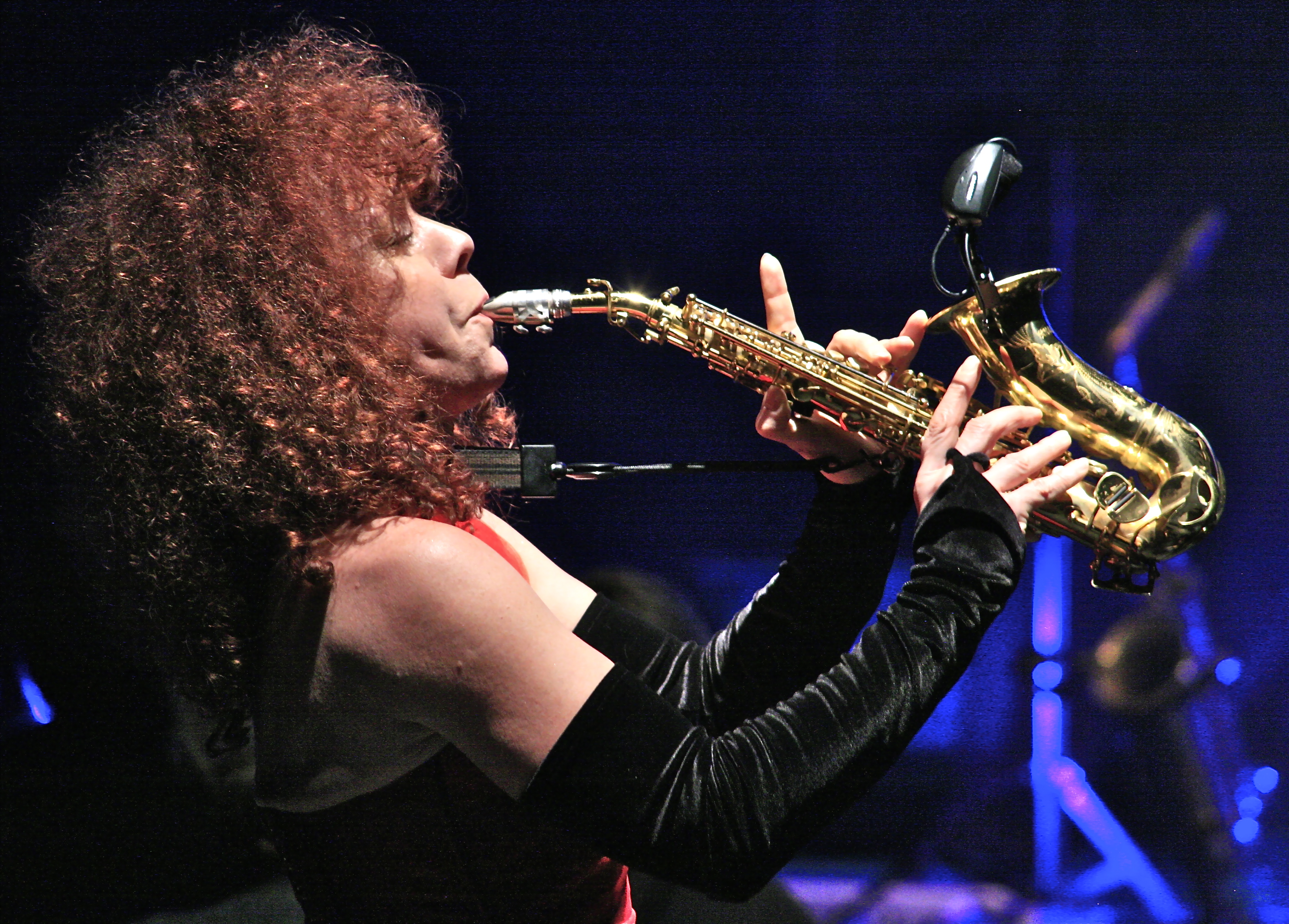
Tina Tandler im Konzert 2011, Französischer Dom Berlin

Christina „Tina“ Tandler (* 29. Juni 1965 in Gotha) ist eine deutsche Saxophonistin.

## Leben
Aufgewachsen in Gera, lernte sie an der Musikschule neun Jahre Akkordeon und begann im Alter von 15 Jahren, Saxophon zu spielen. Nach dem Schulabschluss studierte sie an der Hochschule für Musik Franz Liszt in Weimar Musik im Hauptfach Saxophon und schloss dies mit einem Staatsexamen ab.
Anschließend ging sie als freiberufliche Musikerin, was in der DDR eher selten war, nach Berlin und wurde 1986 als Saxophonistin der Rockband Kerschowski bekannt. Auch trat sie 1988 mit dem Literaten Stefan Körbel auf. Sie wirkte zudem unter anderem an Produktionen und Tourneen von Gerhard Gundermann, Gerhard Schöne und Angelika Mann mit. In den 1990er-Jahren war sie Saxophonistin und Sängerin beim Berliner Musiktheater Rumpelstil, mit dem sie fast zehn Jahre zusammenarbeitete und regelmäßig im Kinderfernsehen auftrat. Im Jahr 2000 verließ sie die Band; seitdem ist sie als Solistin tätig.
Neben Auftritten als Solistin in Shows und Konzerten tourte sie zwischen 2006 und 2007 mit Roland Kaiser und gehört seit 2012 wieder zu dessen Band. Außerdem spielte sie klassisches Repertoire (Darius Milhaud, Lars-Erik Larsson und Alexander Konstantinowitsch Glasunow) mit Orchestern wie der Robert Schumann Philharmonie Chemnitz, den Berliner Symphonikern und dem Preußischen Kammerorchester sowie gemeinsam mit dem Deutschen Filmorchester Babelsberg Filmmusiken, Bearbeitungen und Genreübergreifendes.
Im Ostseeheilbad Zingst gestaltet Tina Tandler seit weit über einem Jahrzehnt Open Air und indoor nun im Max Hünten Haus eine Jazz- und Blues-Konzertreihe, unter anderem mit Bluesgitarrist Frank Diez, wie auch mehrfach mit Henry Heggen. Daneben gibt sie deutschlandweit Konzerte mit der Tina Tandler Band (zuvor Tina Tandler Blue Band) und schreibt eigene Stücke, zusammen mit dem Pianisten Christoph Reuter.

## Diskografie
- 1986: Weitergehn – Kerschowski (Amiga)
- 1987: Kerschowski & Blankenfelder Boogieband (Amiga)
- 1988: Männer, Frauen und Maschinen – Gerhard Gundermann (Amiga)
- 1990: Restbestände – Stefan Körbel (Buschfunk / Nebelhorn)
- 1991: Zongs – Norbert Bischoff & Gesellschaft (DS GmbH)
- 1992: Zahmer Vogel – Detlef Hörold
- 1995: Lass uns dicke Freunde sein – Rumpelstil (Polydor)
- 1995: Böses Baby Kitty Schmidt – Gerhard Schöne (Buschfunk)
- 1994: Vorbei is vorbei – Kerschowski (Buschfunk)
- 1994: Das Geburtstagspferd – Angelika Mann (Polydor)
- 1994: She´s the Boss – Tina Tandler Blue Band
- 1996: Hundertprozentich – Detlef Hörold (PPM Records)
- 1998: Tina in Amerika – Rumpelstil
- 1999: Schweinestreicheln – Rumpelstil (BMG)
- 1999: Traumsand – Rumpelstil
- 1999: Garage Nr.7 – Hörspielmusik von Lexa Thomas (Deutschlandradio)
- 1999: Pretty Girl – Tina Tandler Blue Band (Raumer Records)
- 2002: Der kleine Muck – Hörspiel mit Musik / Produktion: Theater des Westens Berlin
- 2004: Traumfänger – Tina Tandler und Lexa Thomas (Raumer Records)
- 2005: Die Original Alben – Kerschowski (BMG)
- 2006: Joy Of Live – Tina Tandler Blue Band (Buschfunk)
- 2009: Sealand – Tina Tandler (Dunfish / Edel Kultur)
- 2011: Tina Tandler – Klangreise – ein Film von Axel Poike (DVD)
- 2011: Summer Days – Tina Tandler (TTM – TariTaroMusic)
- 2012: Weltenklang live im Französischen Dom in Berlin – Tina Tandler (TTM – TariTaroMusic)
- 2013: City Flowers – Tina Tandler (TTM – TariTaroMusic)
- 2018: Saxophon verliebt – Tina Tandler (TTM – TariTaroMusic)